# 나이나 옐치나
아나스타시야 이오시포브나 "나이나" 옐치나(러시아어: Анастасия Иосифовна "Наина" Ельцина; 본명: 기리나 [Гирина]; 1932년 3월 14일 ~ )는 러시아의 초대 대통령 보리스 옐친의 미망인이다. 그녀는 남편이 대통령으로 재임하는 동안 (1991년–1999년) 러시아의 영부인이었다.

## 어린 시절과 교육
나이나 옐치나는 1932년 오렌부르크주에서 태어났다. 1955년 스베르들롭스크(현재 예카테린부르크)의 우랄 폴리테크닉 연구소 건축학부를 졸업한 후, 그녀는 스베르들롭스크 연구소에서 다양한 프로젝트에 참여했다.

## 개인 생활
1956년, 그녀는 스베르들롭스크 연구소에서 만난 보리스 옐친과 결혼했고, 1985년부터 모스크바에 거주했다. 그들에게는 각각 1957년과 1960년에 태어난 두 딸, 옐레나와 타티야나가 있다.

## 영부인
나이나 옐치나는 대중 앞에 거의 모습을 드러내지 않았다. 그녀는 1997년 스웨덴 방문 및 핀란드 방문, 1999년 중국 방문을 포함하여 남편의 일부 해외 방문에 동행했다. 원칙적으로 나이나 옐치나는 남편의 정치 활동에 전혀 개입하지 않았지만, 1996년 선거 운동에서는 유권자들을 만나고 언론과 인터뷰를 가졌다. 그녀는 2007년 4월 모스크바에서 열린 남편의 국장에 주요하게 대중 앞에 모습을 드러냈다.

## 말년
2017년, 나이나 옐치나는 옐친 센터와 모스크바에서 자신의 자서전을 출판했다.